# 船迫住宅団地
船迫住宅団地（ふなばさまじゅうたくだんち）は宮城県柴田郡柴田町にある仙南最大の住宅団地である。一般に「船迫団地」とも呼ばれる。本頁では当団地の所在する西船迫（にしふなばさま）についても併せて記述する（詳細は#地域を参照）。

## 概要
船岡盆地の白石川北岸、上野山丘陵の麓から白石川の沖積平野にかけて所在し、柴田バイパスのロードサイドに面している。元々は旧奥州街道船迫宿の西側にある雑木林であった。
柴田町本船迫字立石、兎田、鹿野、寺後、北沼田などの一部を造成しており、旧来の山林や旧宿場町などは本船迫、団地部分は西船迫一〜四丁目が振られている。上野山の頂上には太陽の村という自然休養村があり、そこへ続く林道が当団地内にある。

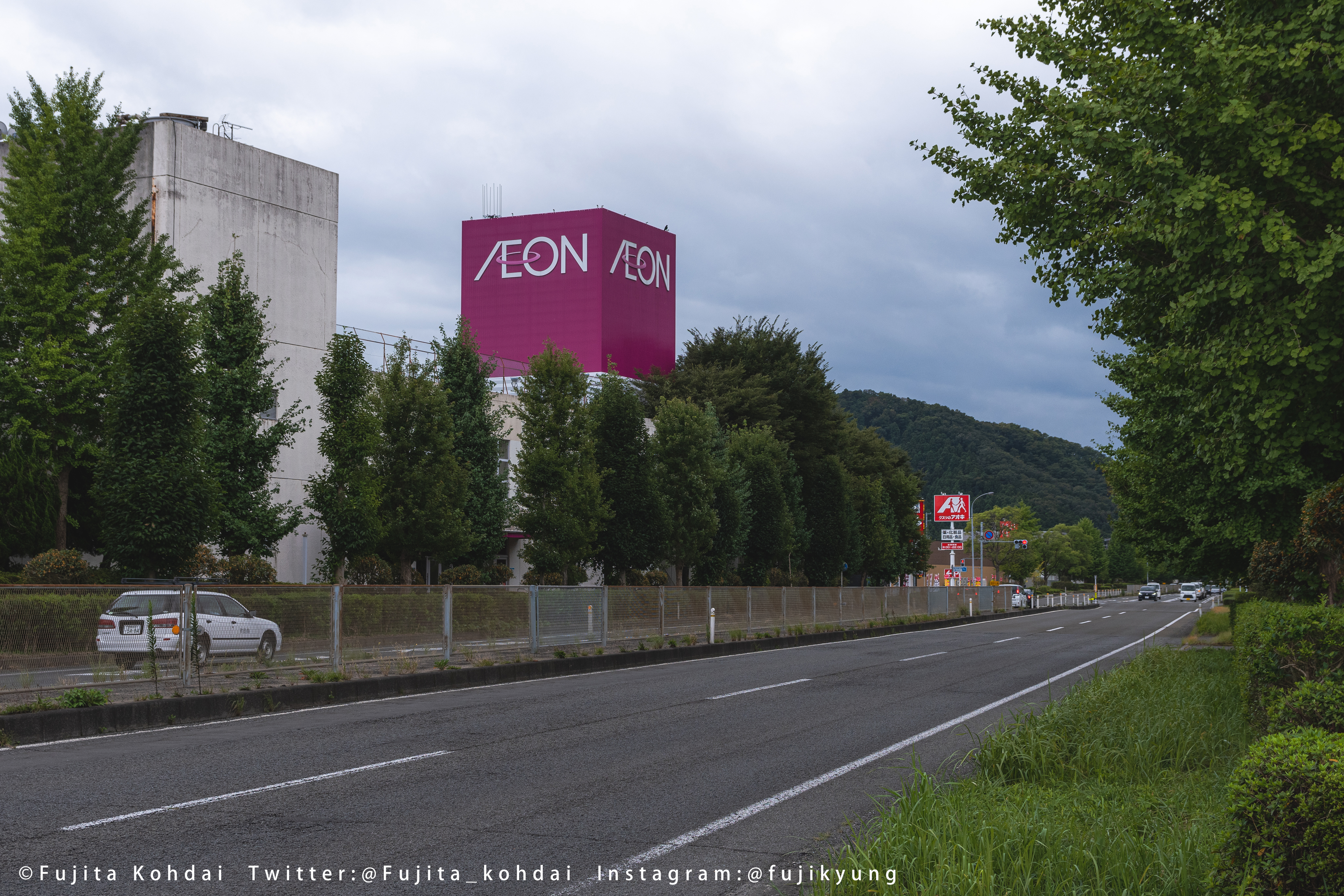
柴田バイパス
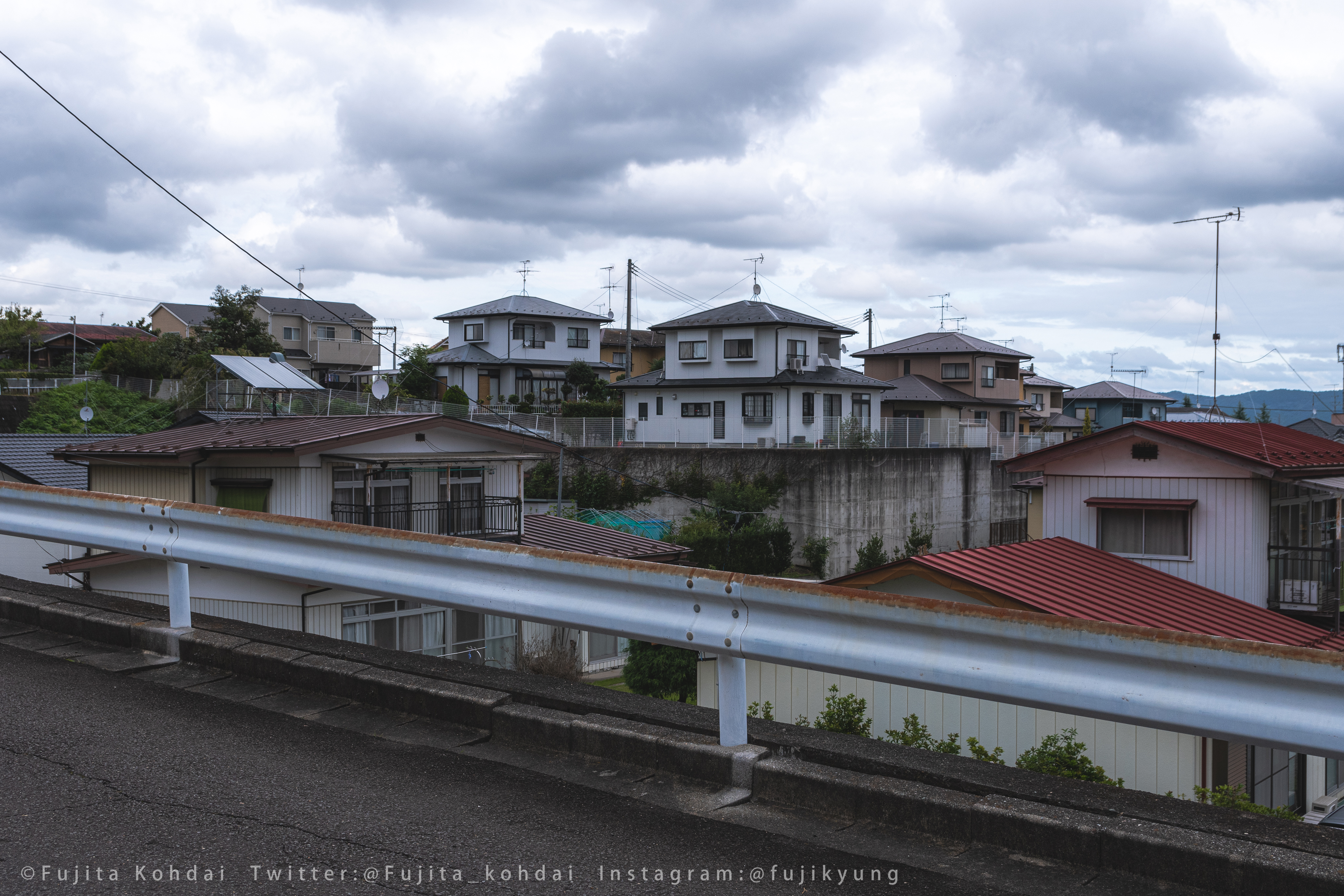
船迫住宅団地の起伏
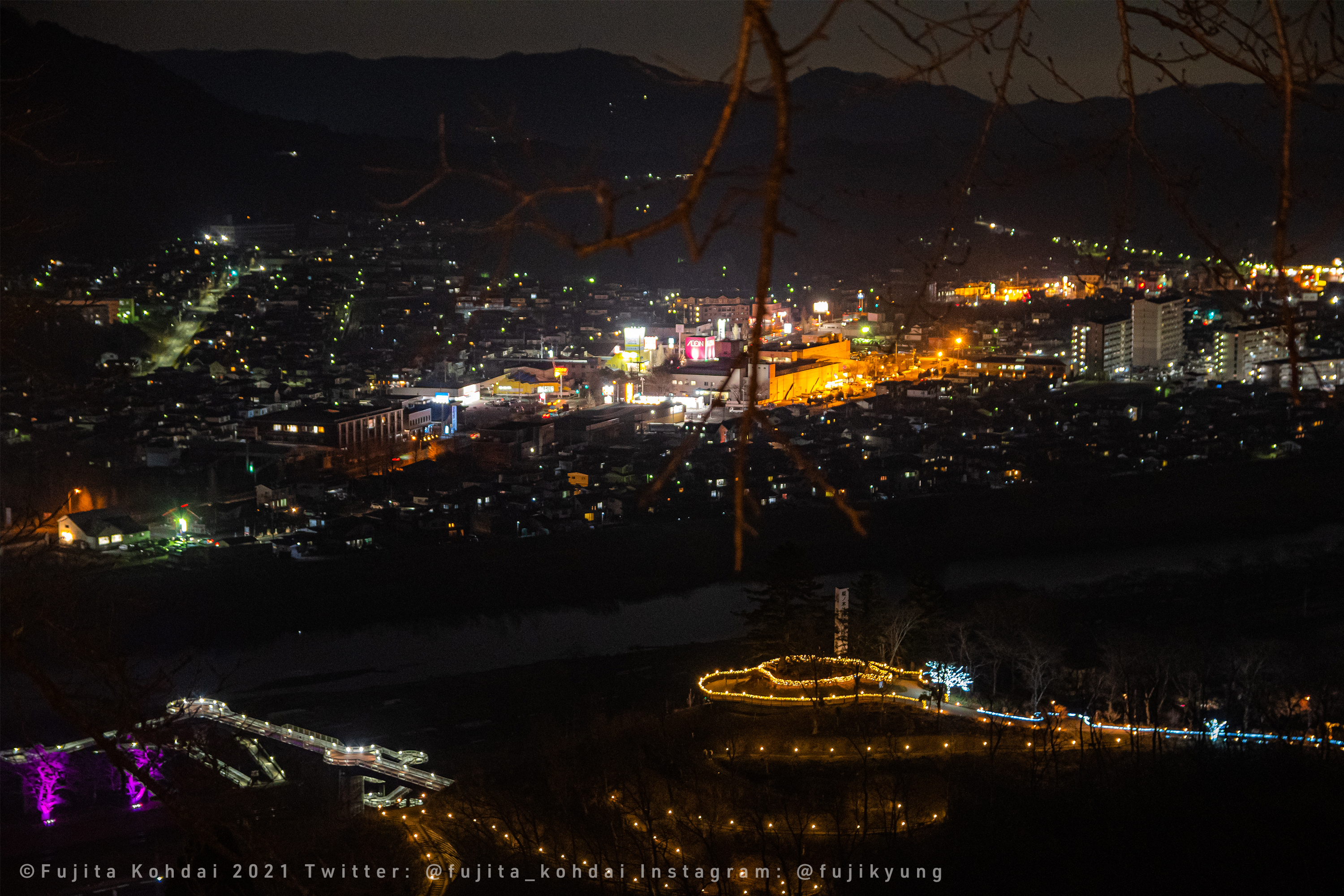
四保山から望む船迫地区の夜景

### 団地造成の経緯

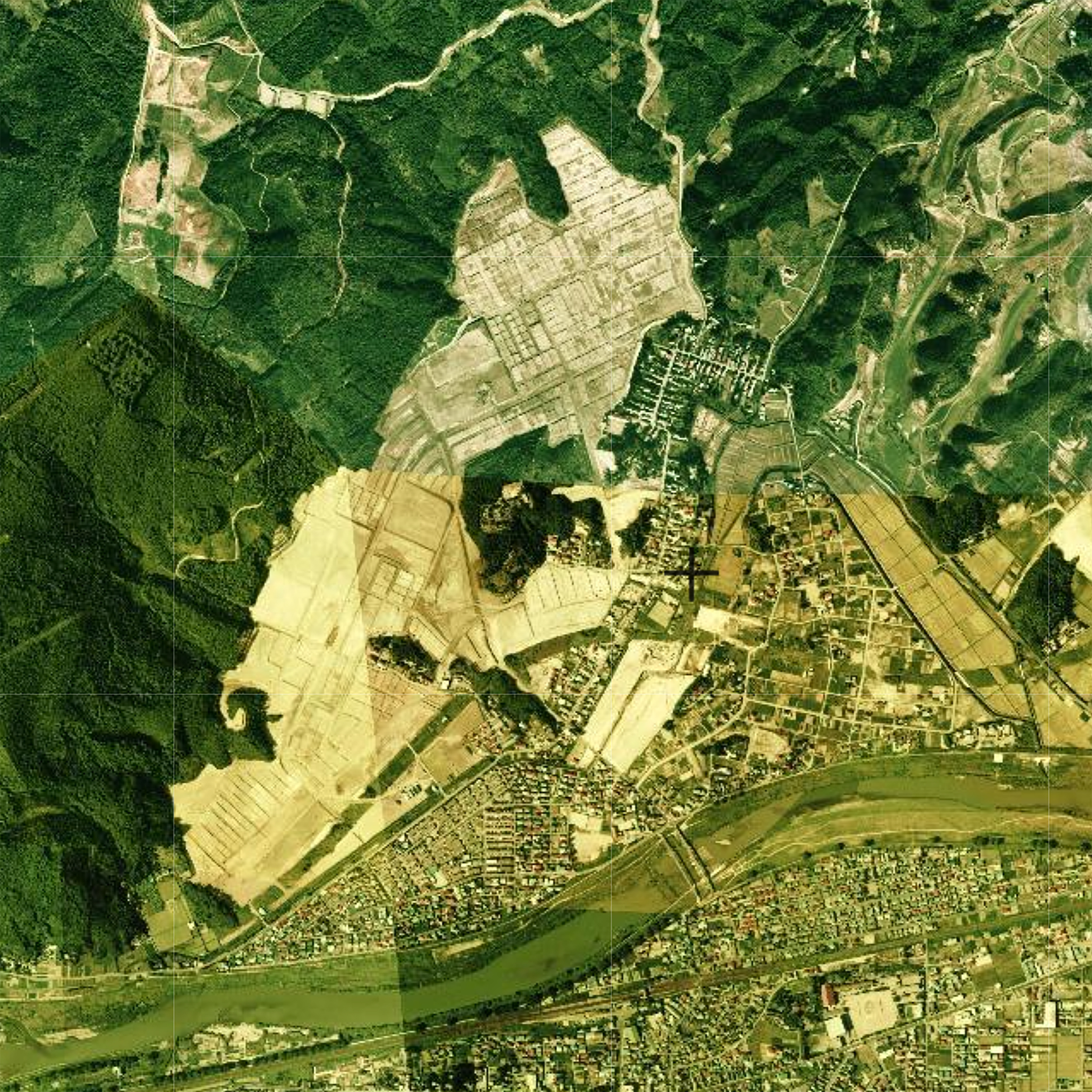
1976年頃 造成中の船迫住宅団地

船岡町と槻木町の合併後、柴田町では人口増加に伴う住宅需要が高まり、住民から県や町へ住宅開発の要望が多く寄せられていた。柴田町は1957年（昭和32年）から新市街地整備を始め、1961年（昭和36年）からは宅地造成と町営住宅の建設を進めていた。
当団地は、宮城県長期総合計画の一端を担うものとして、柴田町と宮城県住宅供給公社の共同で計画されたものである。背景には、仙南地域の発展を推し進める「ふるさとづくり」および、「町勢発展基本構想」に基づく勤労者の住宅難解消という目的がある。町と公社では、この計画を進めるにあたり、以下の要件を基本理念として打ち出した。
- 自然環境を保全した住宅団地
- 人にやさしい利便性と安全性を追求した住宅団地
- 魅力ある仙南中核都市をめざす柴田町にふさわしい住宅団地

検討の結果、当時からバイパス路線計画があり、将来発展性も高い、優れた住環境をもつ船迫地区が選ばれる。その後、土地買収促進委員会により交渉が重ねられ、270名余の地権者の協力を得て用地を確保する。宮城県住宅供給公社は全体の5/6である約25万坪、柴田町（仙南土地開発公社）は残り1/6である約5万坪を整備すると決定。総事業費事業費100億8千万円余の巨費を投じ、当団地が造成された。

## 地域
西船迫（にしふなばさま）は宮城県柴田郡柴田町の町丁。郵便番号は989-1622。人口は4195人、世帯数は1765世帯。旧柴田郡船迫村・船岡村、旧柴田郡槻木町船迫・船岡町船岡を経て現在の住所となった。各行政区のデータは以下の通り。
| 行政区名 | 位置                         | 面積（㎢） | 世帯数（戸） | 人口（人） | 男（人） | 女（人） | 備考            |
| -------- | ---------------------------- | ---------- | ------------ | ---------- | -------- | -------- | --------------- |
| 第29A区  | 西船迫一丁目（本船迫を除く） | 0.34       | 369          | 882        | 432      | 450      | 令和2年12月の値 |
| 第29C区  | 西船迫二丁目、三丁目         | 1.24       | 878          | 2,012      | 936      | 1,076    |                 |
| 第29D区  | 西船迫四丁目                 | 0.25       | 529          | 1,274      | 627      | 647      |                 |

### 西船迫一丁目
バイパスや旧奥州街道の宿場町に面している地区で住宅以外にも寺社や、ロードサイドの飲食店や自動車販売店が立地している。旧字の船迫牛堂、所、土合、寺の内、寺前、森合、伊子田、寺後の一部、船岡入袋に該当する。
施設
- 船迫郵便局
- 大光院
- 熊野神社
- セブンイレブン 柴田西船迫1丁目店
- JAみやぎ仙南 本店金融店舗 総合サービスセンター
- やすらぎホールしばた
- JA-SS 柴田セルフ
- かとう動物病院
- ネッツトヨタ仙台 柴田店
- ファッションセンターしまむら柴田店
- 幸楽苑柴田店

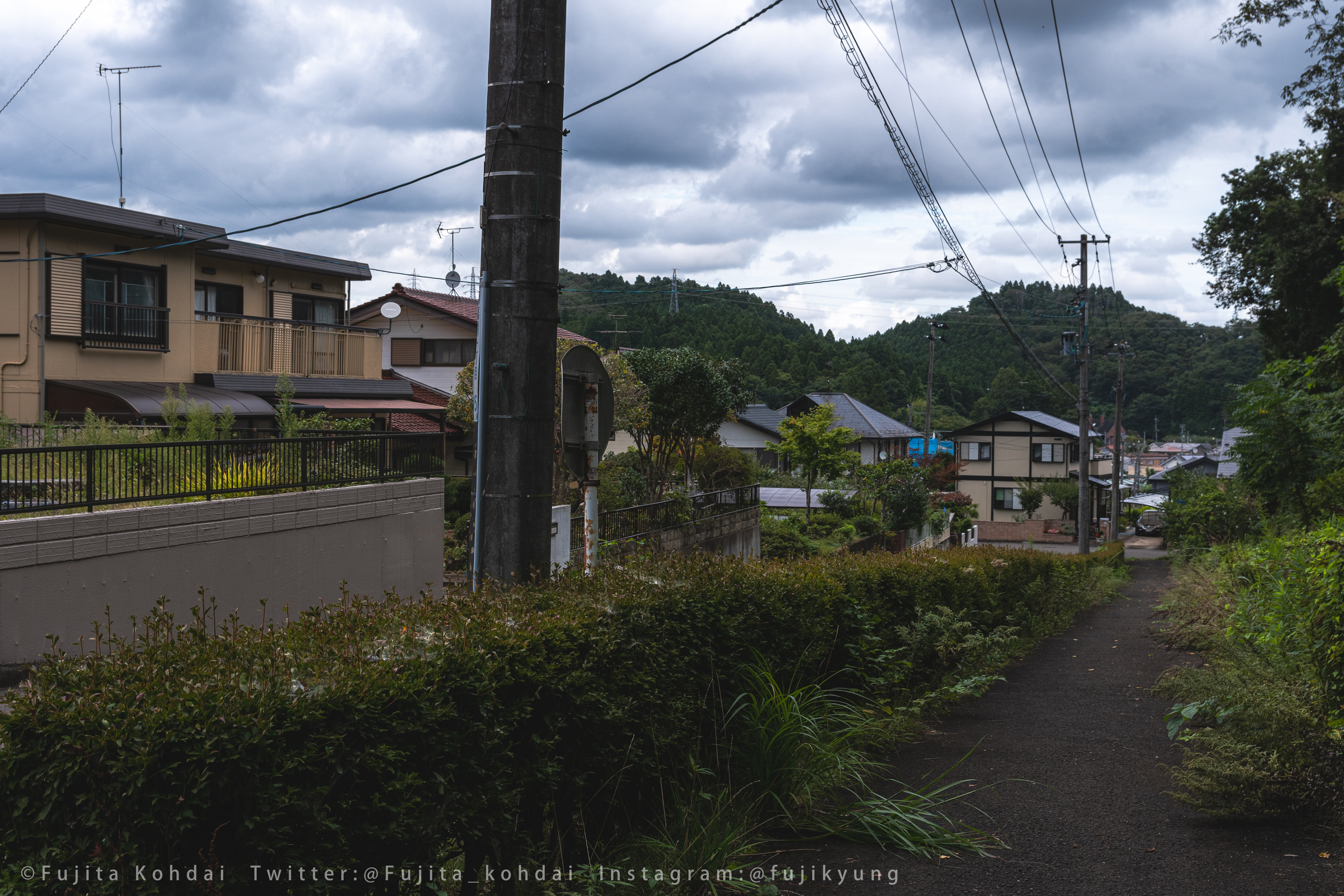
西船迫一丁目
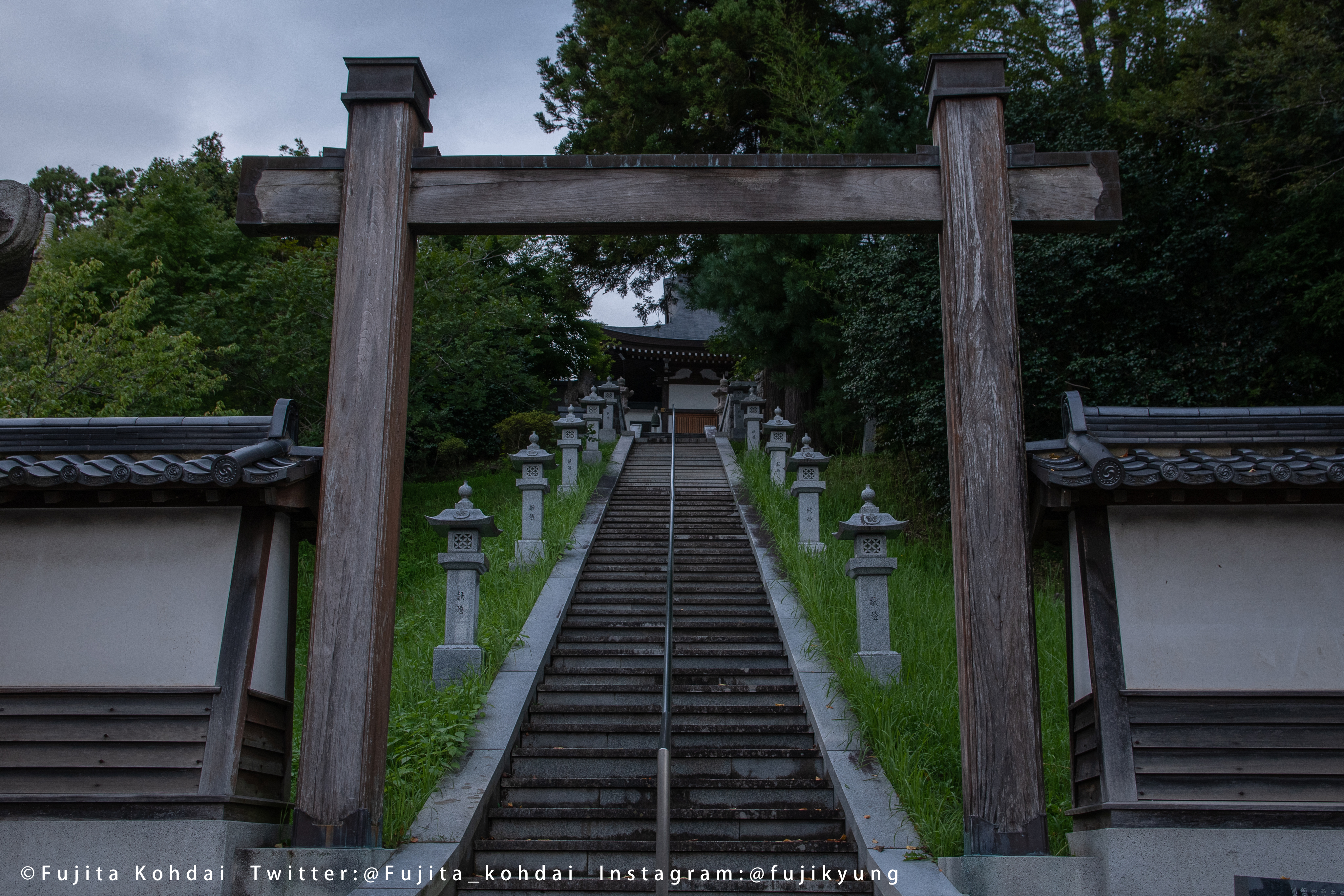
大光院（西船迫一丁目）
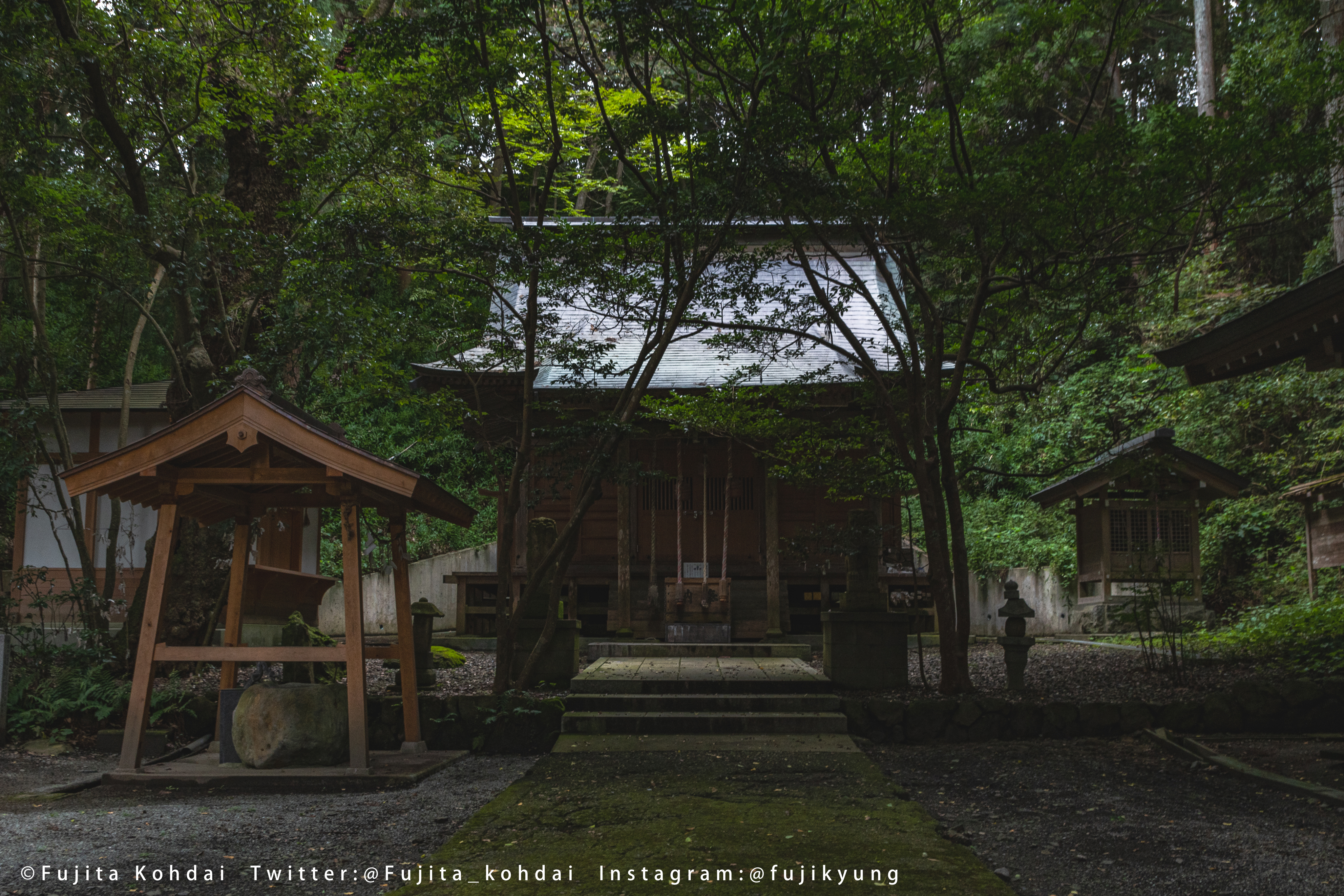
熊野神社（西船迫一丁目）

### 西船迫二丁目
麓からイオン船岡店南側の奥州街道までの地区。住宅は勿論、店舗や集合住宅が密集しており、緑地や公園の整備などがいち早く行われた地区でもある。旧字の船迫小原、竹の花、立石、兎田、鹿野、土合の一部に該当する。
施設
- 宮城県営柴田船迫住宅

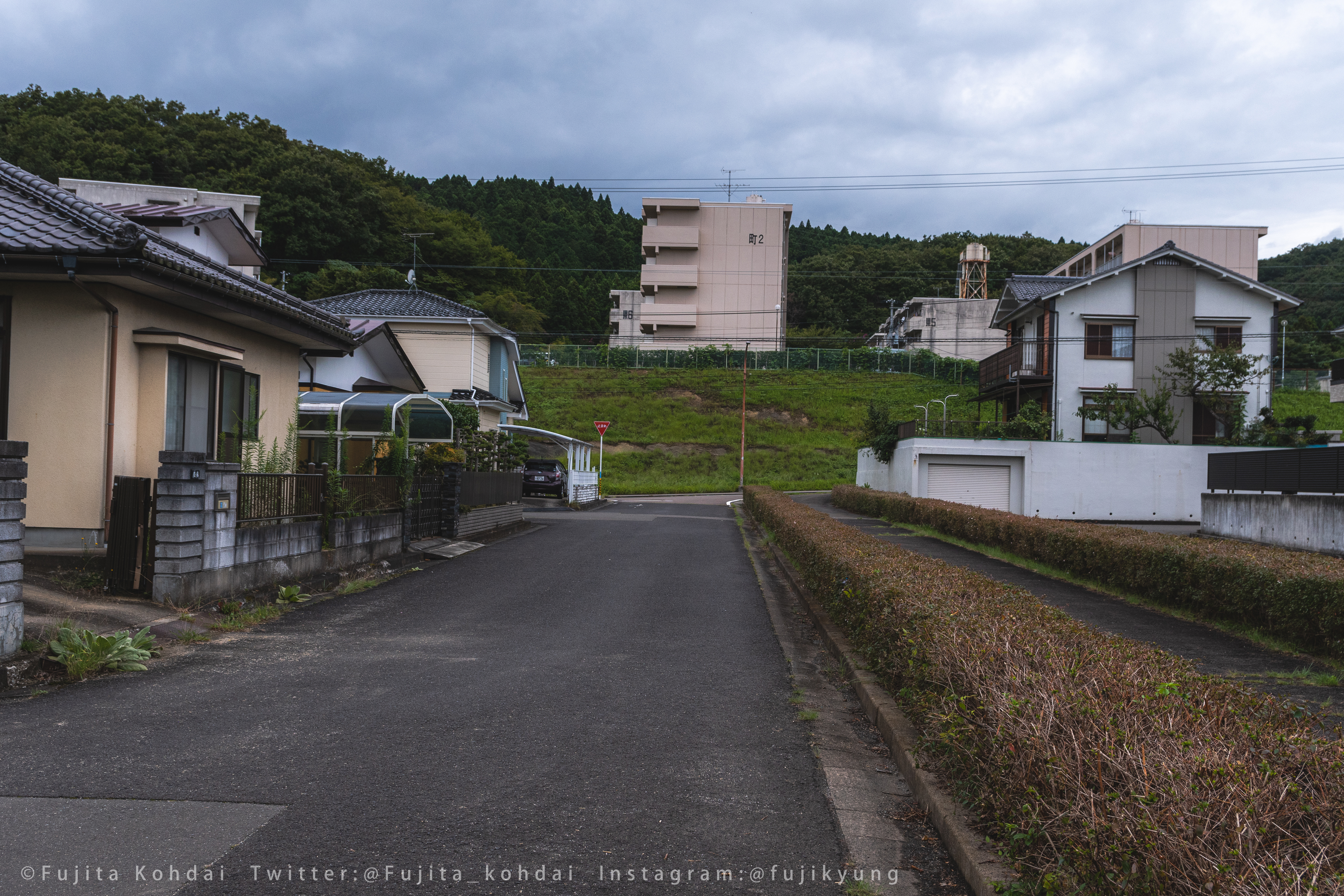
町営西船迫住宅
- 西船迫保育所
- イオン船岡店
- 日産サティオ宮城 船岡店
- はま寿司
- クスリのアオキ 船迫店
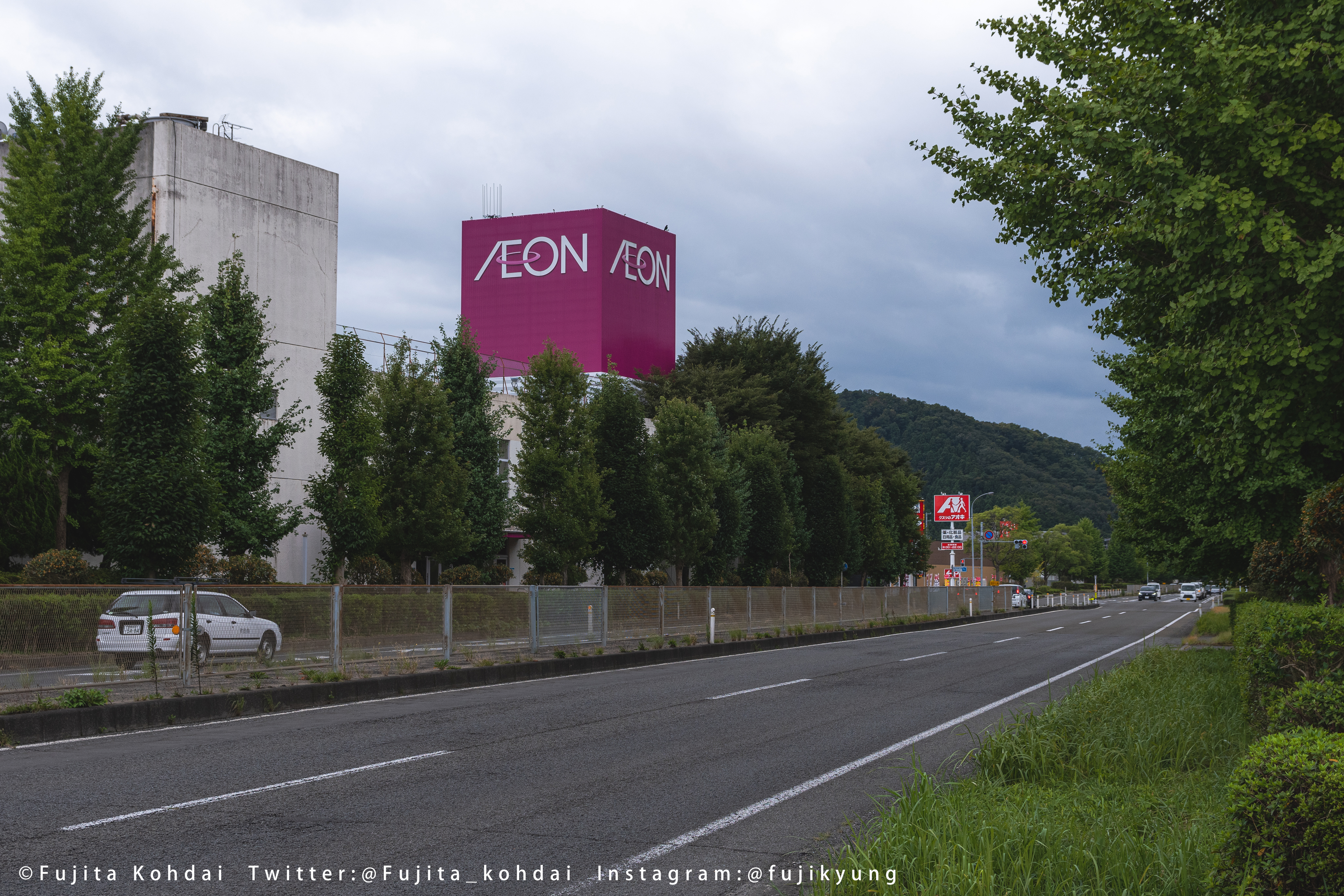
横浜家系ラーメン 町田商店 柴田バイパス店
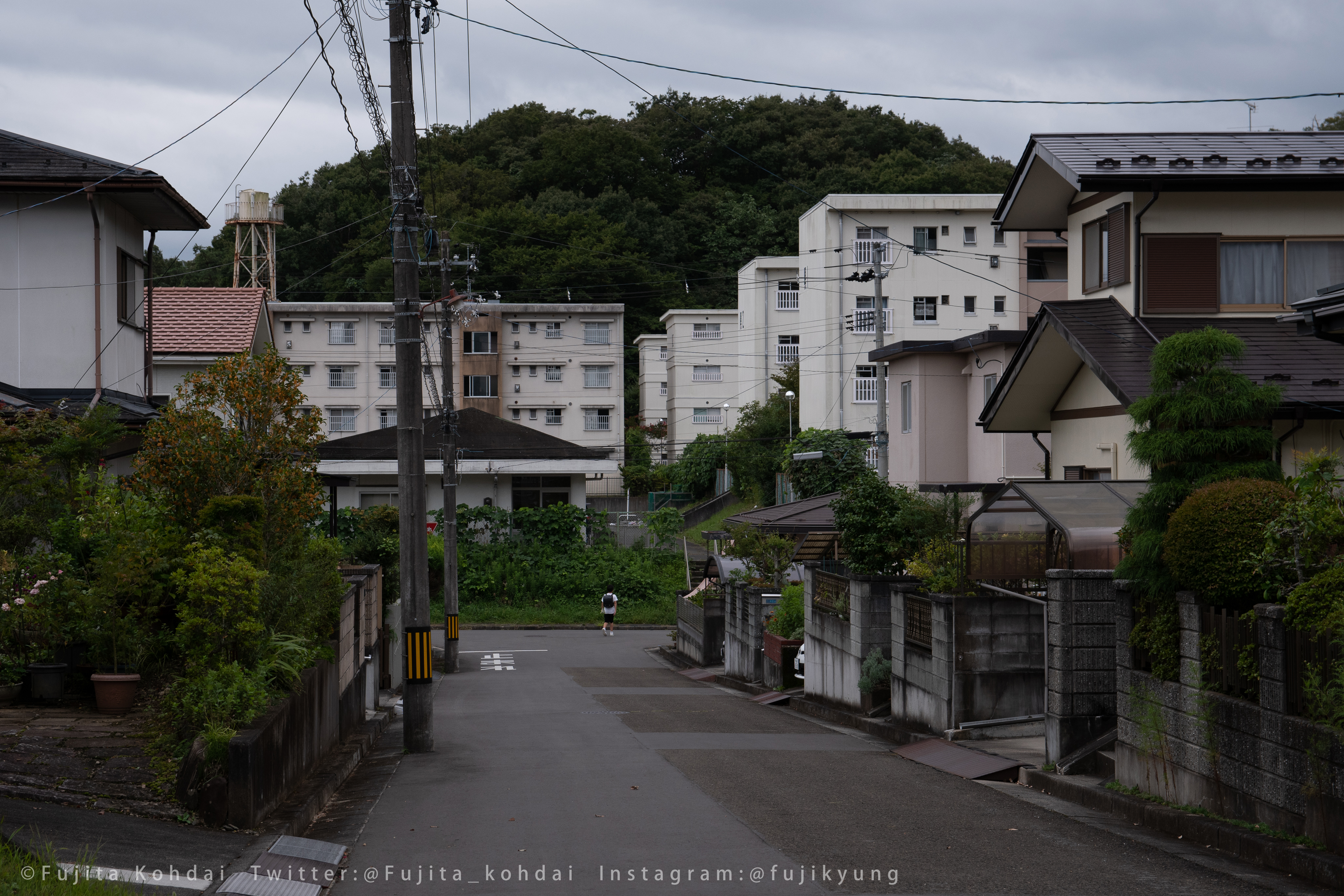
西船迫の公営住宅

- 藤崎 船岡店
- 仙南信用金庫 船迫支店
- ダイシャリン 船岡店
- 宮上クリニック
- 船迫ゴルフガーデン
- 仙南ガス 柴田事業所
- セブンイレブン 柴田バイパス店

- 西船迫二丁目
- 柴田バイパス
- 西船迫の公営住宅

### 西船迫三丁目
一丁目と二丁目に挟まれた地区で、公共施設が集中している。船迫中学校も四丁目にあるものの校門は三丁目側にある。また一丁目との境界は一部歩道により区切られており、自動車で行き来する場合は迂回する必要がある。旧字の船迫土合、鹿野、寺後、寺の内、寺前の一部に該当する。
施設

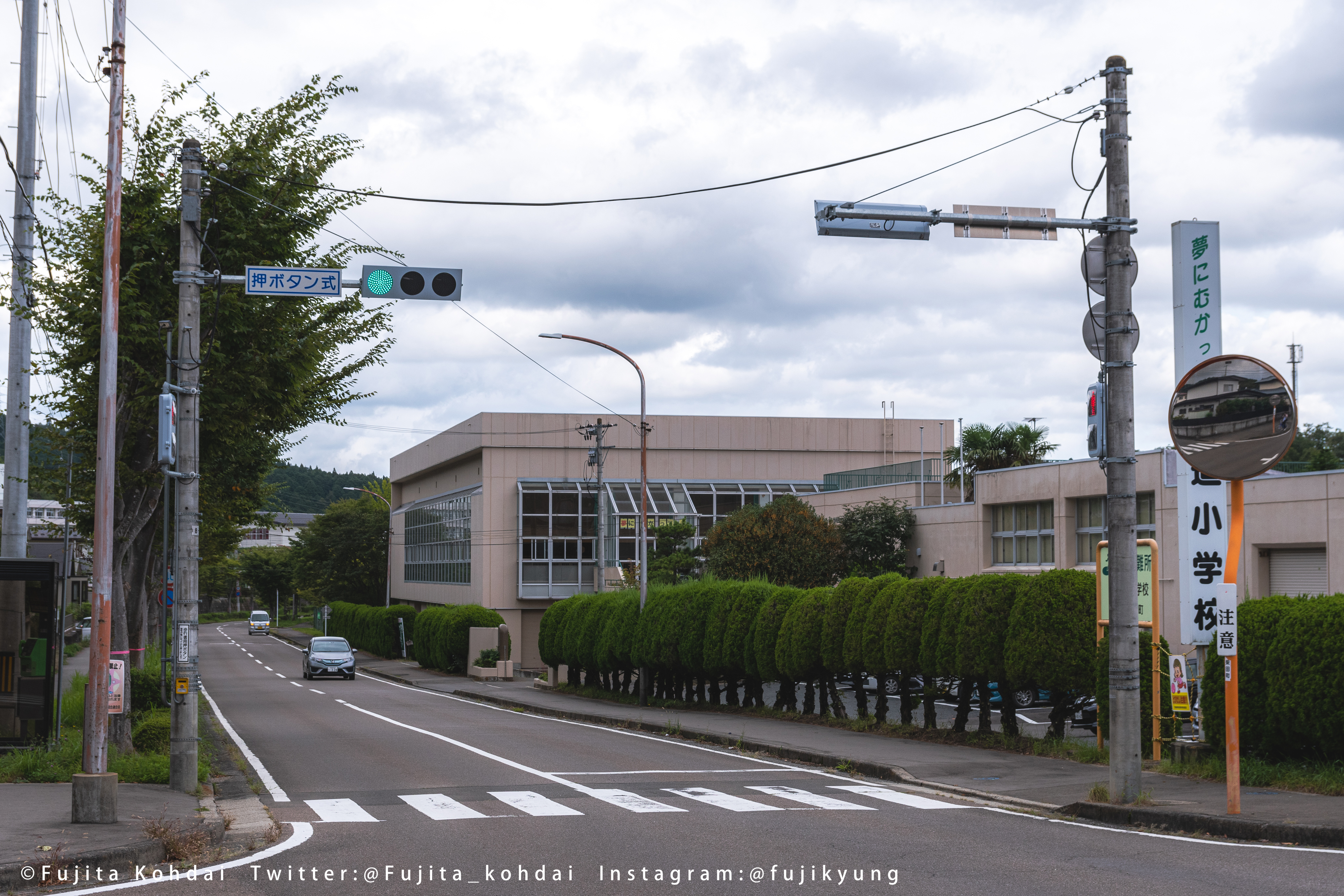
柴田町立船迫小学校
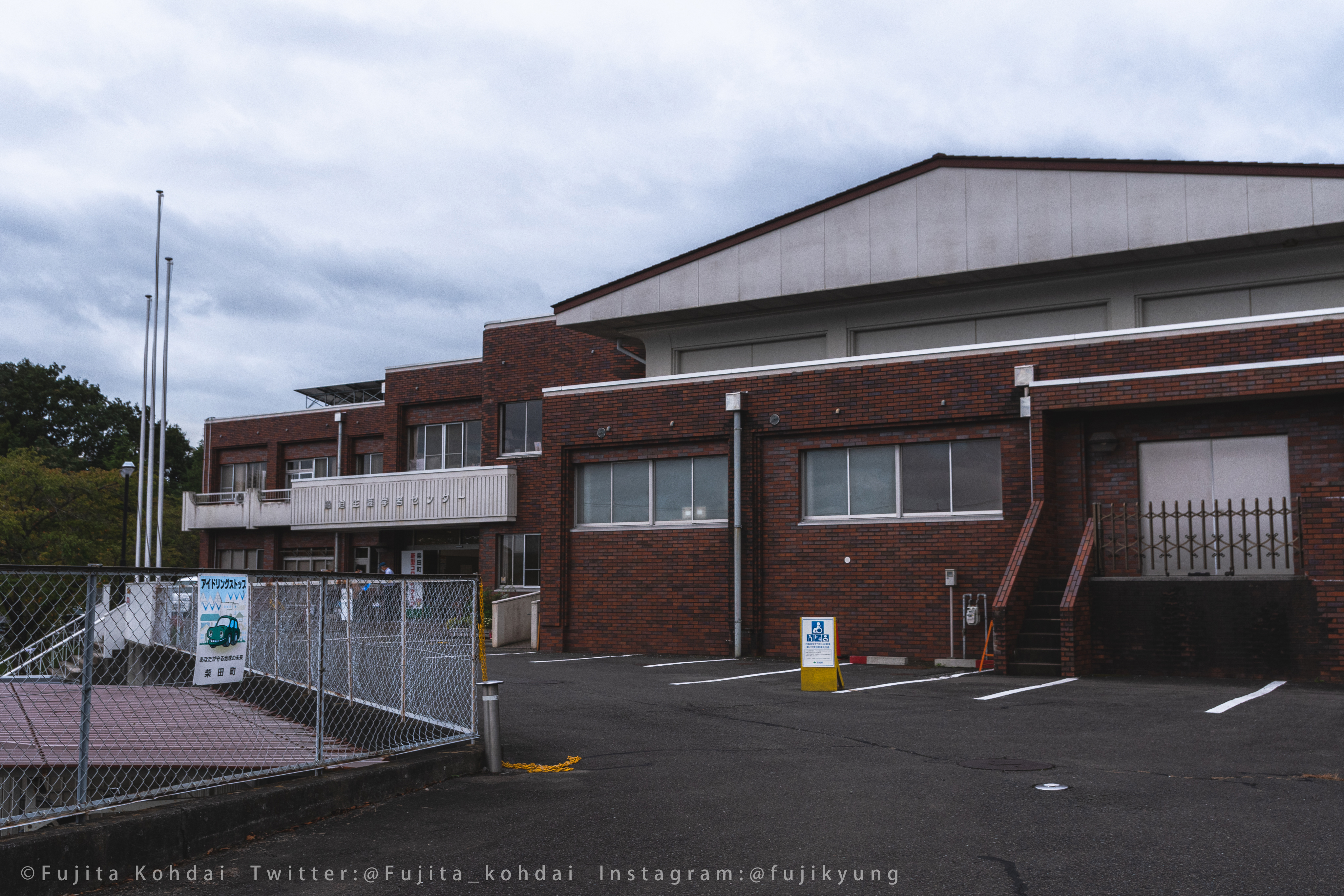
船迫生涯学習センター
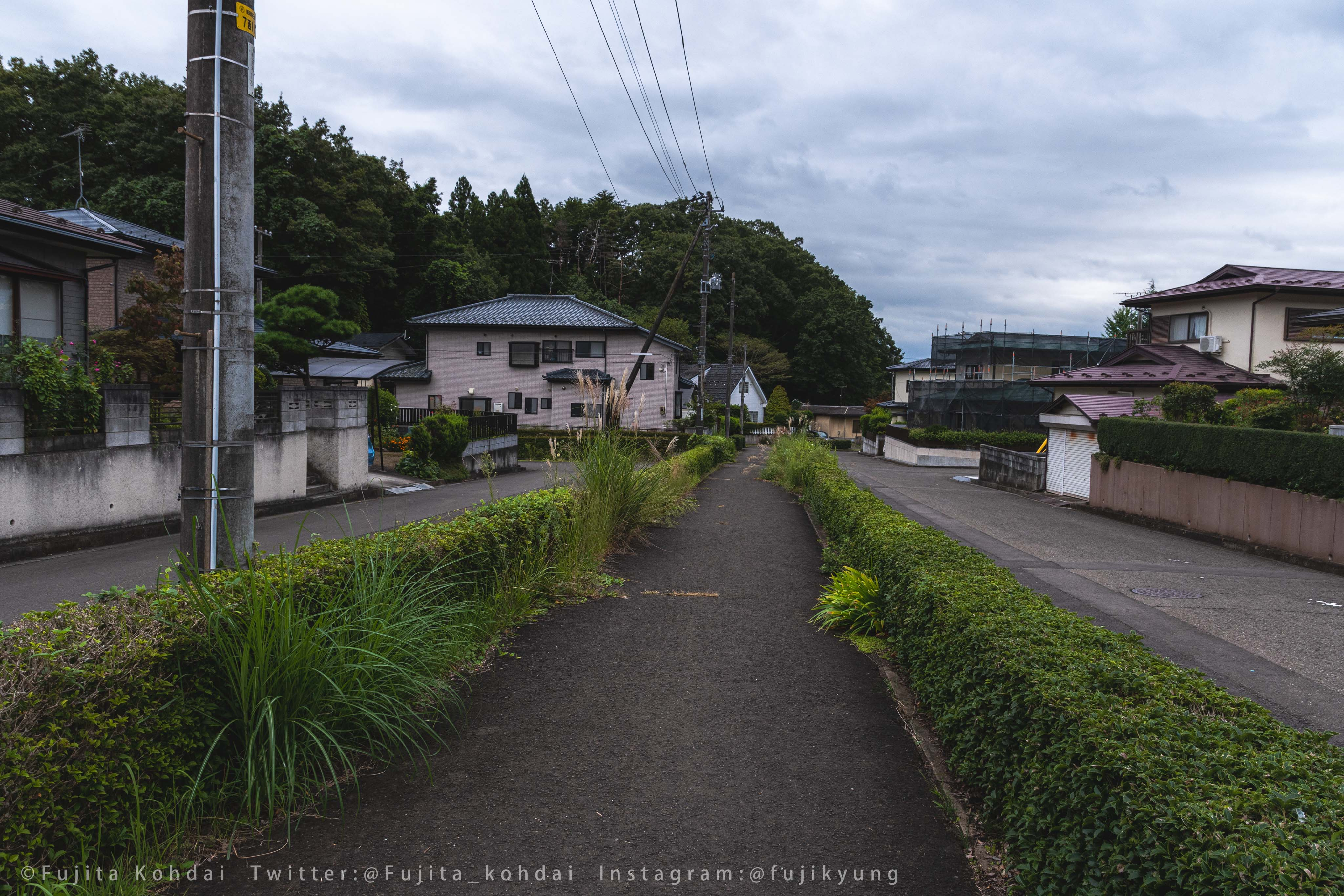
高沢内科

- 柴田町立船迫小学校
- 船迫生涯学習センター
- 船迫一丁目、三丁目境界の歩道

### 西船迫四丁目
西船迫の北東、上野山丘陵の谷間にあり、西南に行くにつれてV字の地形になっている。主に住宅や公園が密集しており送電線下にグリーンベルトが設けられるなどゆとりのある区画が特徴である。旧字の寺後・沼田・北沼田・内沼田の一部に該当する。
施設
- 柴田町立船迫中学校

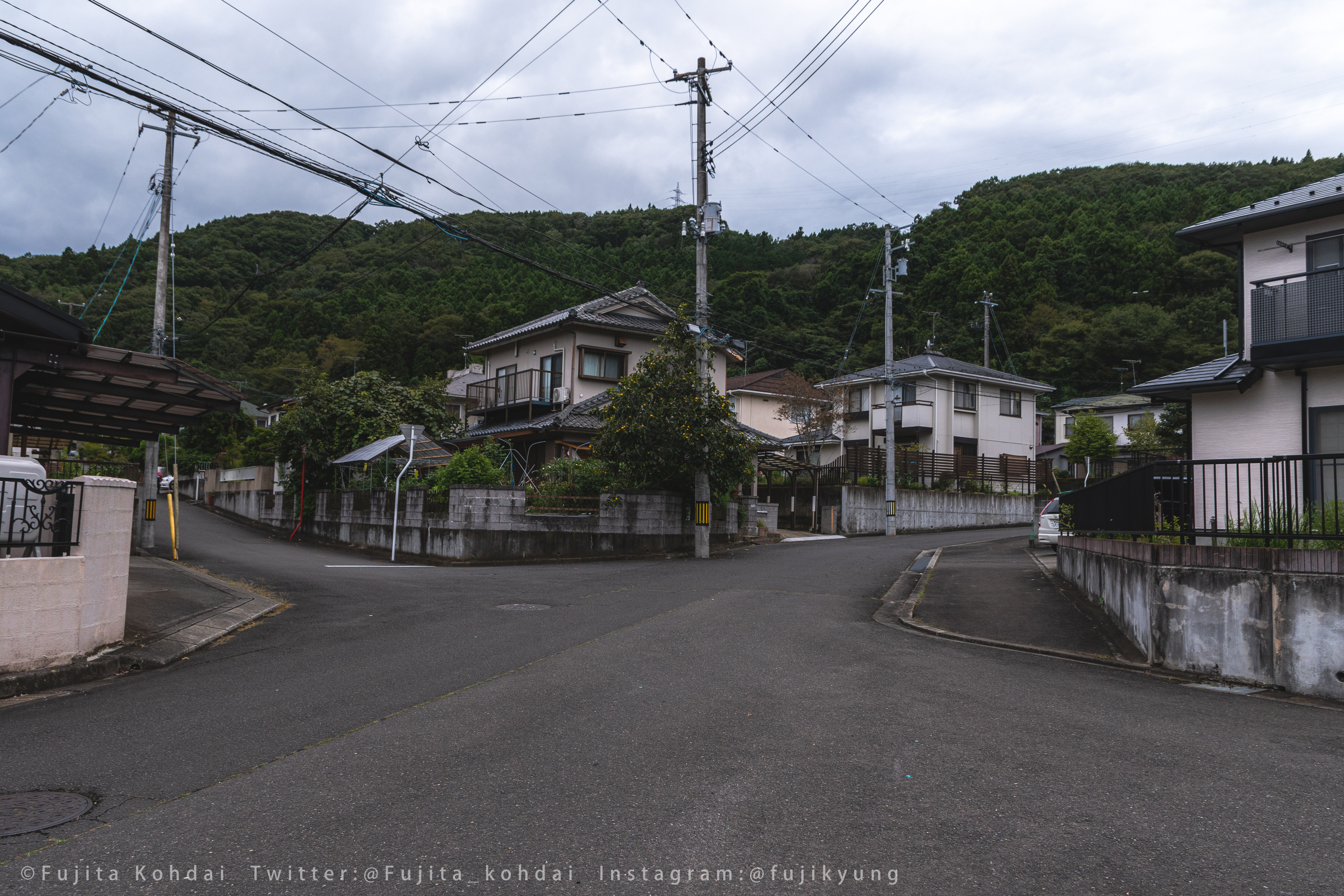
船迫四丁目
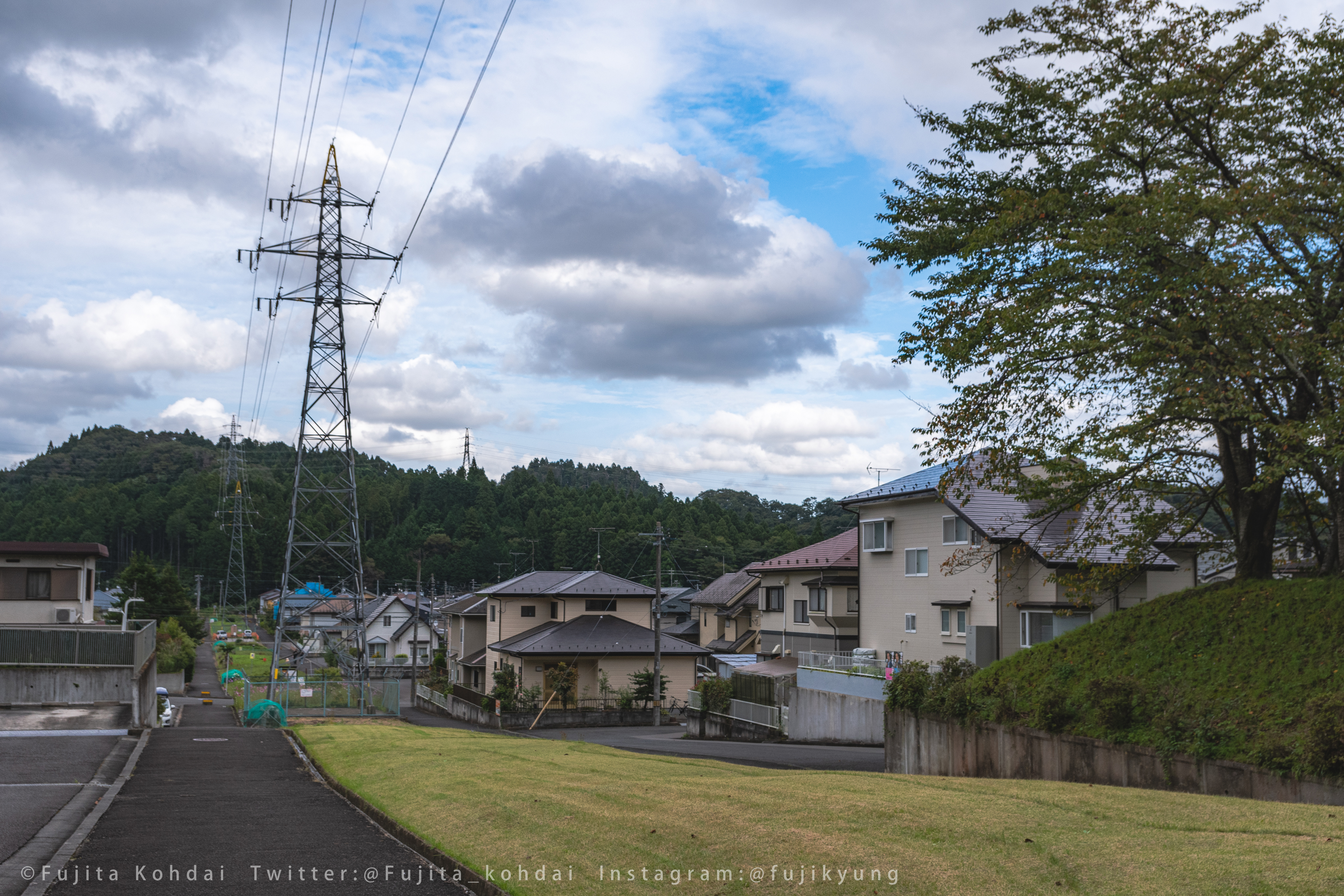
西船迫四丁目のグリーンベルト

### 公営住宅
公営住宅は宮城県住宅供給公社が7棟、柴田町が2棟保有しており合計9棟が西船迫二丁目に集中的に配置されている。

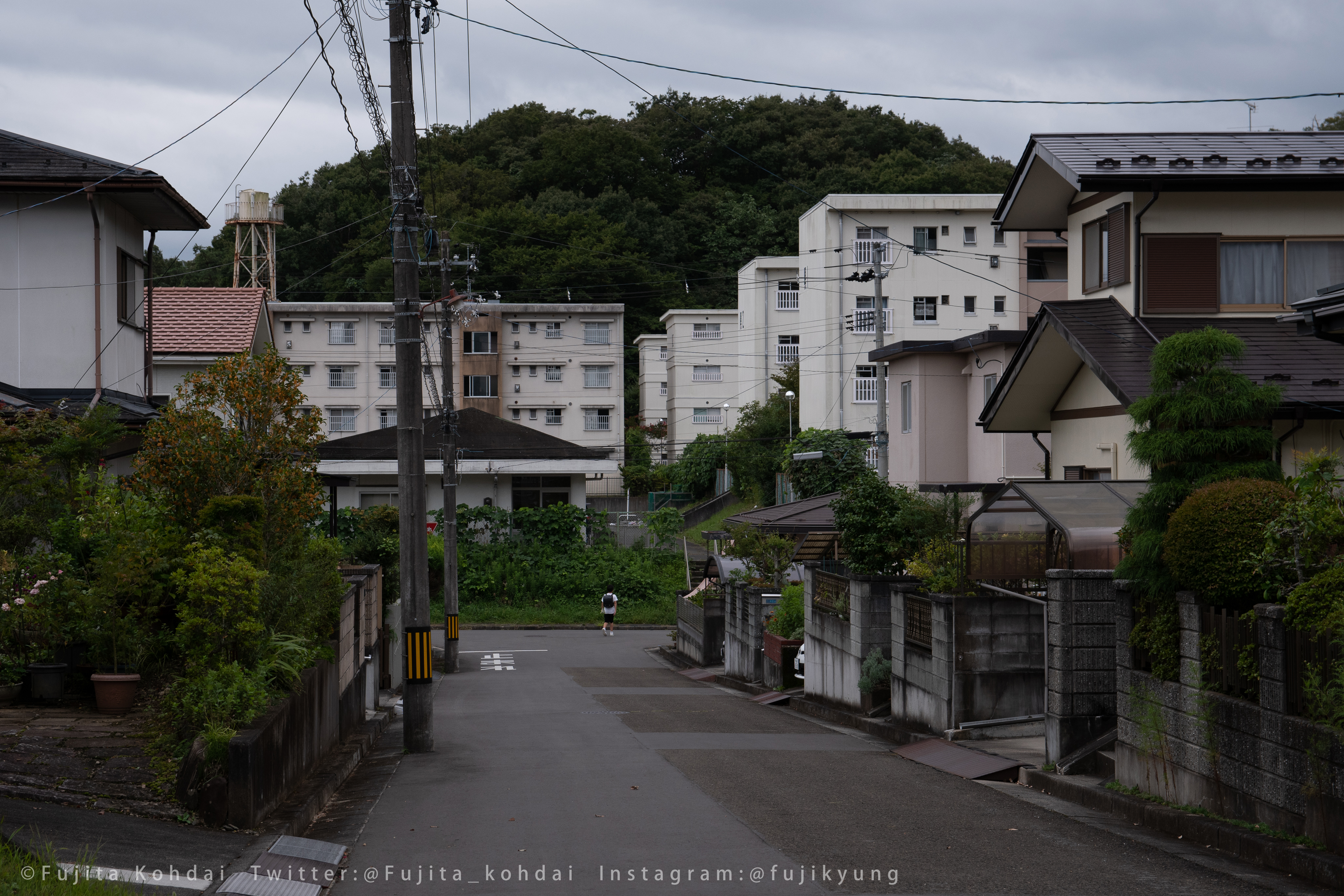
西船迫の公営集合住宅

| 棟番号 | 所在地                             | 戸数 | 階数 | 入居開始年         |
| ------ | ---------------------------------- | ---- | ---- | ------------------ |
| 1号棟  | 宮城県柴田郡柴田町西船迫二丁目5-32 | 16   | 4    | 1980年（昭和55年） |
| 2号棟  | 宮城県柴田郡柴田町西船迫二丁目5-32 | 16   | 4    | 1980年（昭和55年） |
| 3号棟  | 宮城県柴田郡柴田町西船迫二丁目5-32 | 16   | 4    | 1982年（昭和57年） |
| 4号棟  | 宮城県柴田郡柴田町西船迫二丁目5-32 | 16   | 4    | 1982年（昭和57年） |
| 5号棟  | 宮城県柴田郡柴田町西船迫二丁目5-32 | 16   | 4    | 1988年（昭和63年） |
| 6号棟  | 宮城県柴田郡柴田町西船迫二丁目5-32 | 16   | 4    | 1988年（昭和63年） |
| 7号棟  | 宮城県柴田郡柴田町西船迫二丁目5-28 | 24   | 4    | 1992年（平成4年）  |

| 棟番号 | 所在地                             | 戸数 | 階数 | 入居開始年         |
| ------ | ---------------------------------- | ---- | ---- | ------------------ |
| 1号棟  | 宮城県柴田郡柴田町西船迫二丁目5-42 | 16   | 4    | 1980年（昭和55年） |
| 2号棟  | 宮城県柴田郡柴田町西船迫二丁目5-48 | 16   | 4    | 1985年（昭和60年） |

### 公園

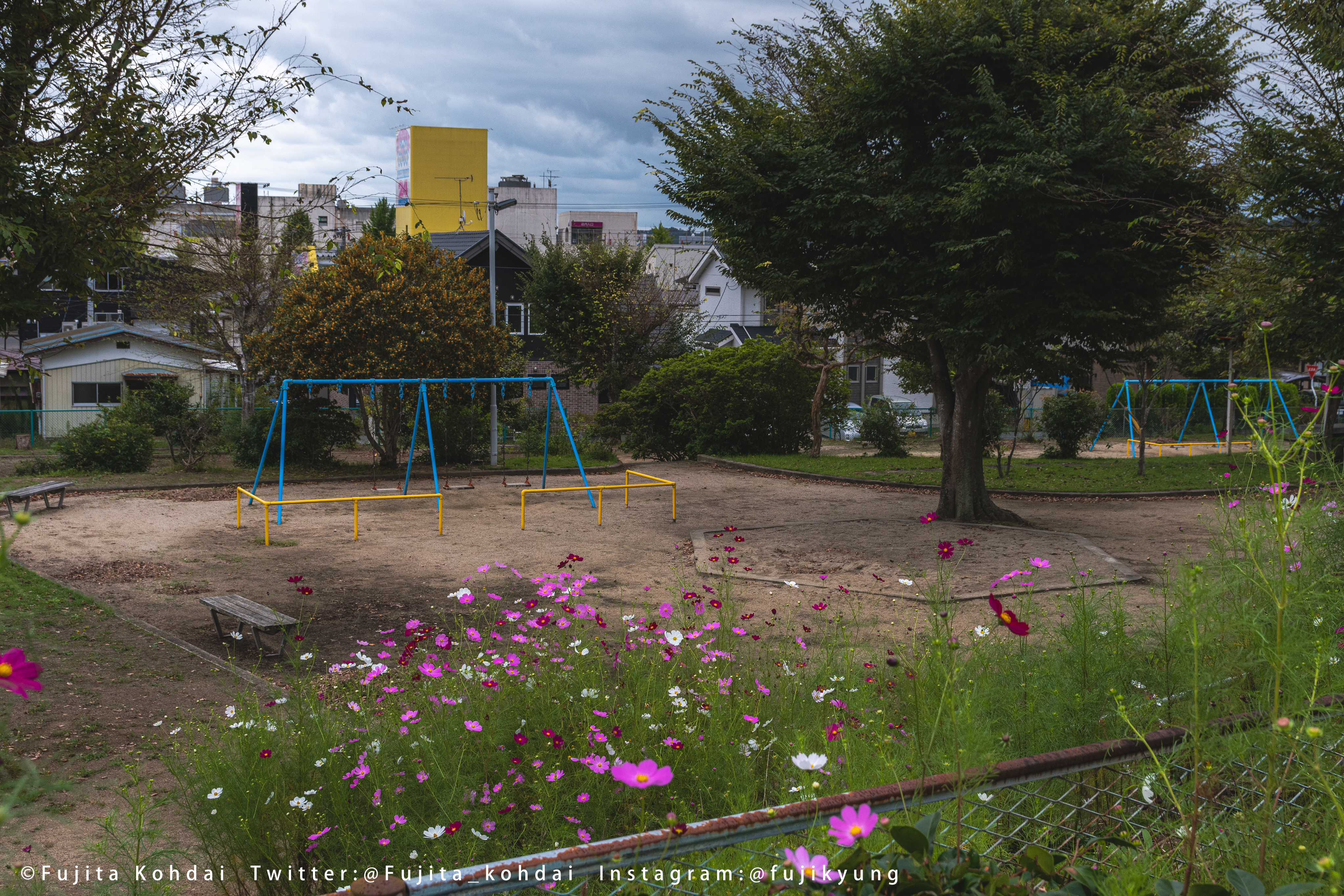
西船迫2号公園

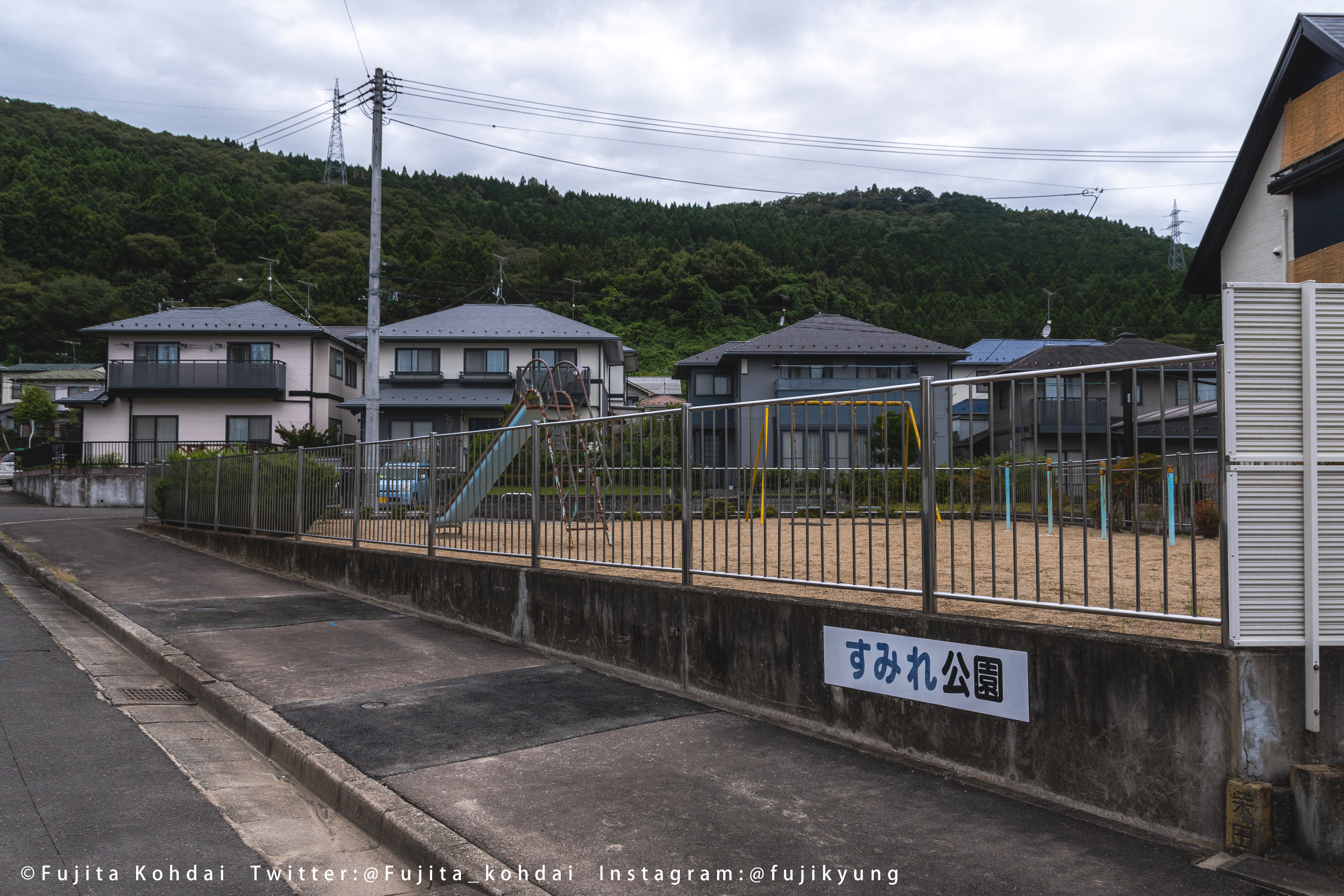
西船迫7号公園

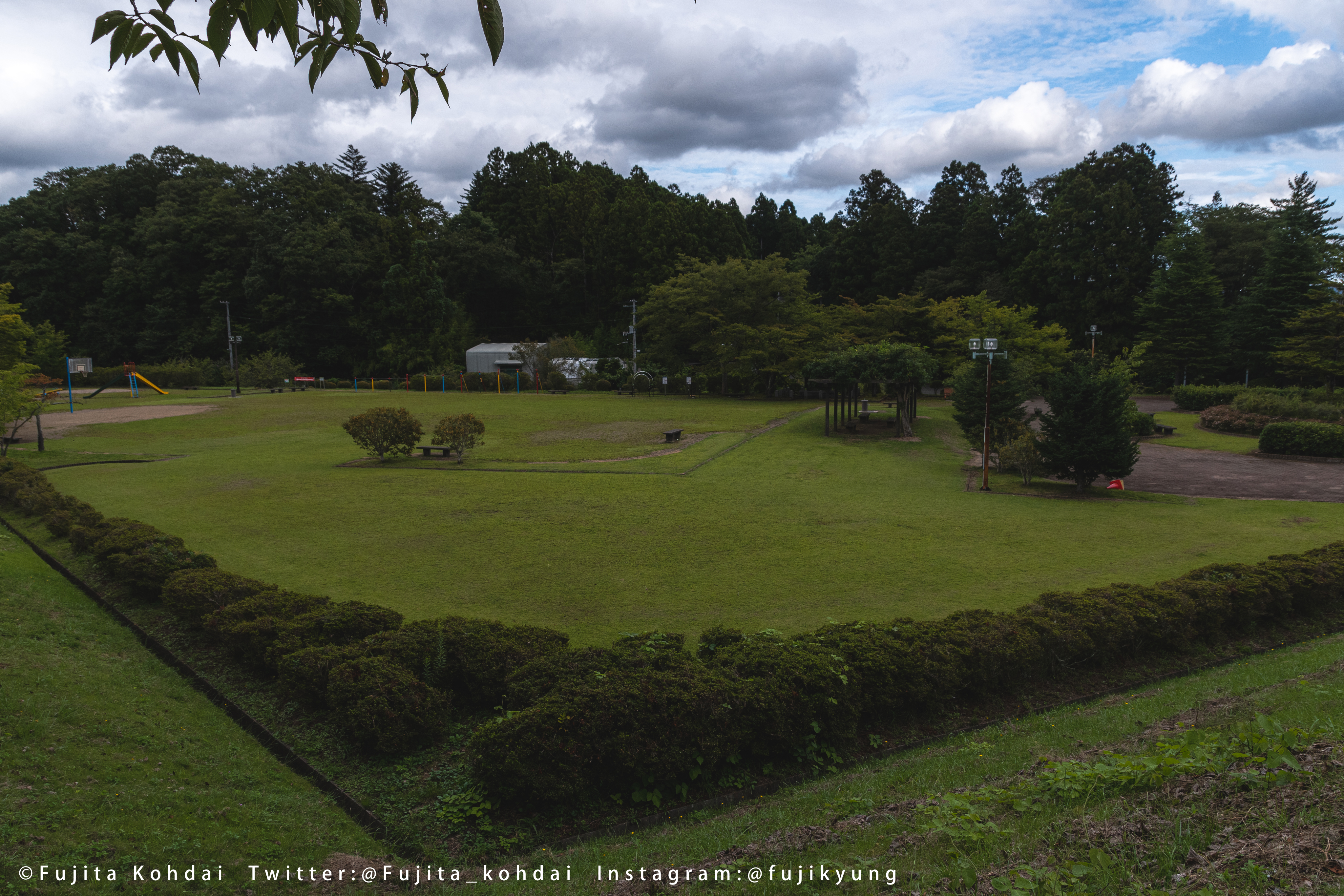
西船迫公園

| 公園名        | 種別 | 位置                     | 面積（ha） | 開設年月日                | 備考 |
| ------------- | ---- | ------------------------ | ---------- | ------------------------- | ---- |
| 西船迫1号公園 | 街区 | 柴田町西船迫二丁目5-37   | 0.47       | 1983年（昭和58年）4月1日  |      |
| 西船迫2号公園 | 街区 | 柴田町西船迫二丁目3-102  | 0.27       | 1980年（昭和55年）2月10日 |      |
| 西船迫3号公園 | 街区 | 柴田町西船迫三丁目2-53   | 0.15       | 1982年（昭和57年）2月10日 |      |
| 西船迫4号公園 | 街区 | 柴田町西船迫四丁目1-139  | 0.15       | 1985年（昭和60年）4月1日  |      |
| 西船迫5号公園 | 街区 | 柴田町西船迫四丁目5-149  | 0.17       | 1985年（昭和60年）4月1日  |      |
| 西船迫6号公園 | 街区 | 柴田町西船迫一丁目15-105 | 0.29       | 1984年（昭和59年）4月1日  |      |
| 西船迫7号公園 | 街区 | 柴田町西船迫四丁目4番1   | 0.03       | 2014年（平成26年）4月1日  |      |
| 西船迫公園    | 近隣 | 柴田町西船迫三丁目1-2    | 1.00       | 1983年（昭和58年）4月1日  |      |

## 交通
国道
- 国道4号（柴田バイパス）

バイパスには歩行者用の地下道が整備されており、当団地の面する地域も地下道により横断することが可能である。

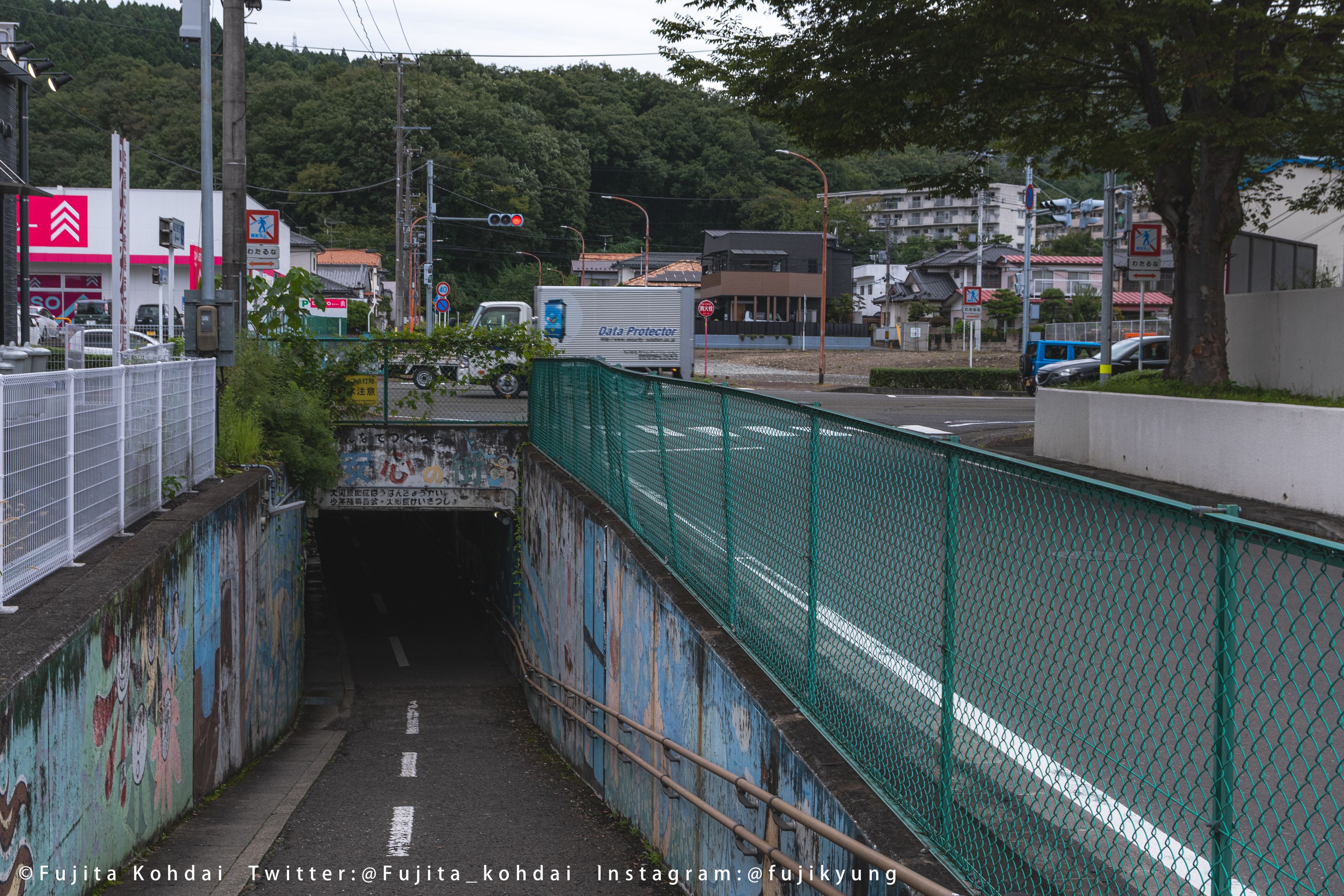
船迫第一地下道（西船迫二丁目）
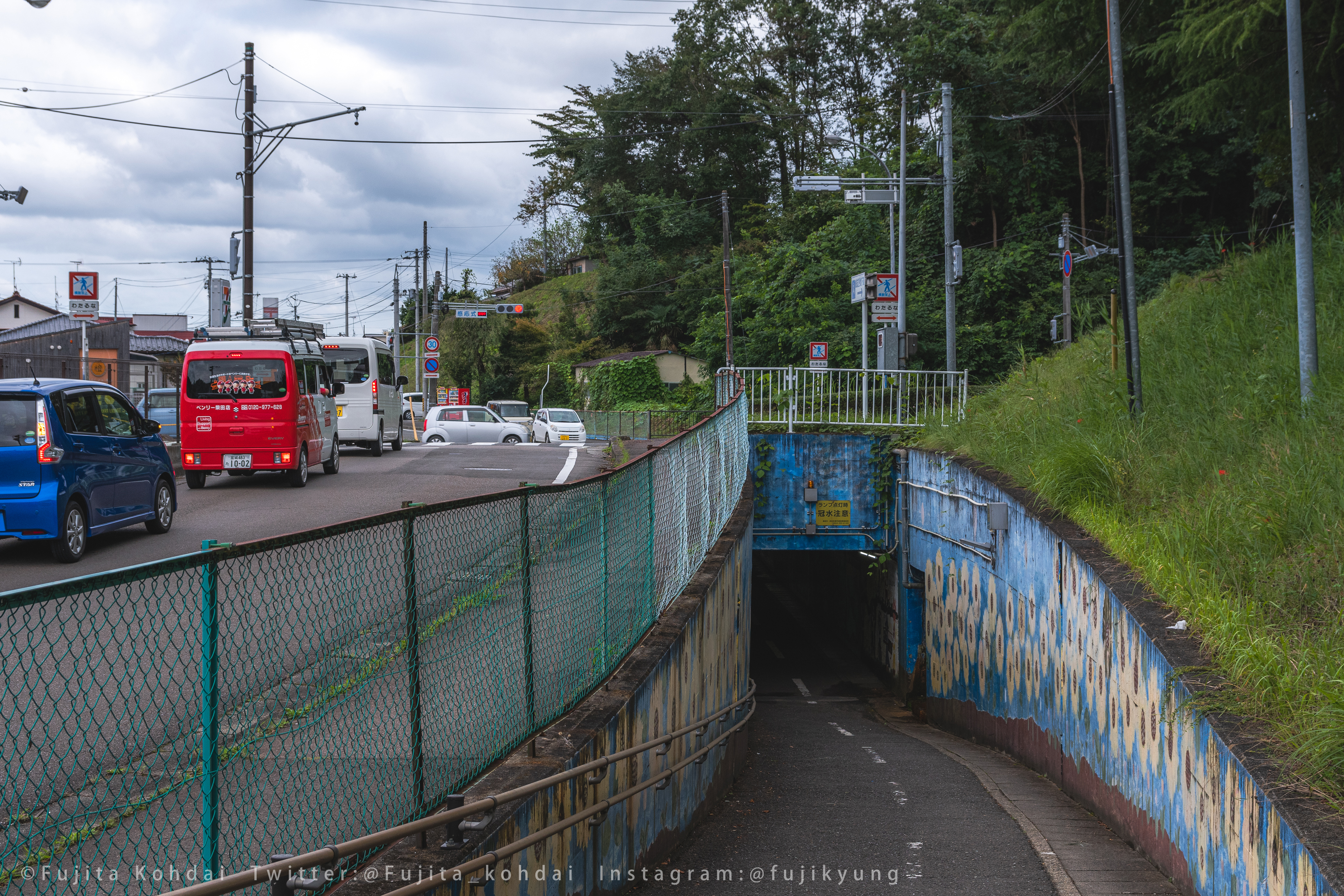
船迫第二地下道（西船迫一丁目、三丁目）

鉄道
- 団地内は鉄道駅がなく、白石川を渡りJR船岡駅まで行く必要がある。

バス
- 柴田町には路線バスがなく、当団地内も路線バスはない。代わりに柴田町はデマンドタクシーサービスを用意しておりその利用が推奨されている[11]。

ガス
- 仙南ガスがプロパンガスを供給している。

## 学校
- 柴田町立船迫小学校
- 柴田町立船迫中学校

## 歴史
- 1970年（昭和45年）11月 : 土地買収促進委員会を設置
- 1970年（昭和45年）12月 : 船迫住宅が発足
- 1971年（昭和46年） : 用地買収交渉を開始し270名余の地権者の協力により用地を確保する。
- 1974年（昭和49年）2月 : 船迫住宅団地の造成に着手する。
- 1977年（昭和52年）3月 : 船迫住宅団地の造成が完了する。
- 1977年（昭和52年）10月 : 分譲を開始する
- 1978年（昭和53年）4月 : 仙南ガスが本社を柴田町に移転。
- 1978年（昭和53年）6月28日 : 仙南ガスが船迫住宅団地内に簡易ガス事業を開始する。
- 1980年（昭和55年）4月 : 柴田町立船迫小学校が開校する。
- 1980年（昭和55年）11月1日 : 町内初の大型小売店「サンコア」が開店する。
- 1984年（昭和59年）8月 : 柴田コミュニティセンター（現 船迫コミュニティセンター）が開設される。
- 1985年（昭和60年）12月12日　柴田バイパス全線開通する。
- 1987年（昭和62年）4月 : 柴田町立船迫中学校が開校する。

（以上、出典  ）